# Sympleurotis armatus
Sympleurotis armatus är en skalbaggsart som beskrevs av Charles Joseph Gahan 1892. Sympleurotis armatus ingår i släktet Sympleurotis och familjen långhorningar.
Artens utbredningsområde är:
- Guatemala.
- Honduras.

Inga underarter finns listade i Catalogue of Life.